# Bunt na Morotai

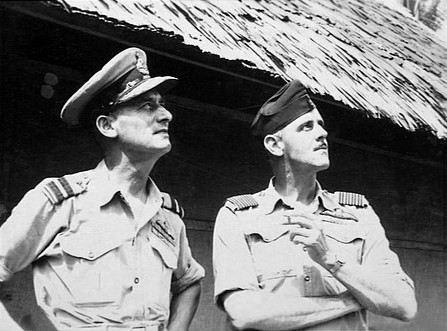
Air Commodore Arthur Henry Cobby (po lewej) i Group captain Clive Caldwell (po prawej) na Morotai w styczniu 1945 roku

Bunt na Morotai (ang. Morotai Mutiny) – incydent naruszenia dyscypliny wojskowej z kwietnia 1945 roku, w którym uczestniczyli lotnicy Australian First Tactical Air Force (1st TAF) stacjonujących na wyspie Morotai w Holenderskich Indiach Wschodnich. Ośmiu oficerów, w tym czołowy australijski as myśliwski, Group Captain (odpowiednik pułkownika w siłach lądowych) Clive Caldwell, złożyło jednocześnie pisemne rezygnacje ze służby, aby zaprotestować przeciwko działaniom dowództwa. Uważali, że obniża ono rolę eskadr myśliwskich Royal Australian Air Force (RAAF) i wyznacza je do strategicznie nieistotnych misji przeciwko naziemnym pozycjom japońskim, ominiętym w czasie opartej na taktyce „żabich skoków” ofensywy aliantów na Pacyfiku. Trzech wysokich rangą oficerów z kwatery głównej Australian First Tactical Air Force, w tym jej dowódca, Air Commodore (odpowiednik brygadiera w siłach lądowych) Arthur Henry Cobby, najskuteczniejszy pilot myśliwski Australian Flying Corps z czasów I wojny światowej, zostało zwolnionych ze swoich stanowisk, ale późniejsze rządowe dochodzenie usprawiedliwiło działania „buntowników”. 
Historyk lotnictwa australijskiego George Odgers podsumował przyczynę incydentu w oficjalnej monografii historii RAAF z okresu II wojny światowej jako „przekonanie grupy młodych dowódców, że angażują się w operacje, które nie były uzasadnione militarnie – przekonanie, które podzielało wielu australijskich żołnierzy i przywódców politycznych”. Odgers doszedł do wniosku, że późniejsze dochodzenie „jasno wykazało, że prawie wszyscy zamieszani w sprawę działali z wyższych pobudek i byli przekonani, że w czasie kryzysu postąpili słusznie”.

## Tło sytuacyjne

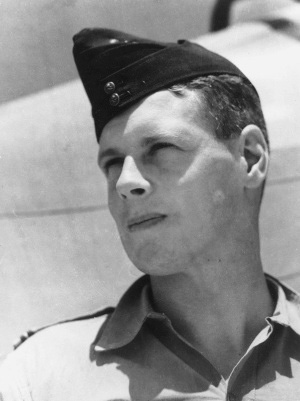
Grup Captain Wilf Arthur (na zdjęciu w Afryce Północnej w 1941) zlecił sporządzenie „bilansu” strat i kosztów 1st TAF w porównaniu z ich wynikami w grudniu 1944

Australian First Tactical Air Force, dowodzona przez Air Commodore Harry’ego Cobby’ego, była główną formacją bojową RAAF w czasie wojny na Pacyfiku w latach 1944–1945. Znajdowała się ona pod operacyjnym dowództwem gen. por. George’a Kenneya z United States Army Air Forces (USAAF), dowódcy sił powietrznych aliantów w rejonie południowo-zachodniego Pacyfiku. Początkowo składająca się z jednego skrzydła Beaufighterów i dwóch skrzydeł P-40 Kittyhawk, 1st TAF zostały wzmocnione w 1945 roku przez No. 80 Wing, dowodzone przez Group Captain Clive’a Caldwella. Skrzydło to składało się z trzech eskadr Spitfire’ów, których pilotami byli weterani kampanii północnoafrykańskiej i obrony północnej Australii przed japońskimi nalotami.
Na początku 1945 roku japońskie siły powietrzne na południowo-zachodnim Pacyfiku zostały praktycznie zniszczone. Wojska amerykańskie skupiły się na końcowej fazie wyzwalania Filipin jako bazy przed planowaną inwazją na Japonię. W tym czasie oddziały australijskie, także 1st TAF, były coraz częściej przydzielane do zadań garnizonowych i nękania baz japońskich na wyspach omijanych przez wojska MacArthura. Szef Sztabu Sił Powietrznych, Vice Air Marshall (odpowiednik gen. mjr. w wojskach lądowych) George Jones, utrzymywał później, że RAAF, zgodnie ze słowami historyka Alana Stephensa, „zostały odsunięte na bok od ostatecznego zwycięstwa nad Japonią przez MacArthura, który chciał całej chwały dla siebie”. Lotnicy United States Marine Corps z dowództwa Air North Solomons również uważali, że kwatera główna MacArthura faworyzuje USAAF w przydzielaniu zadań bojowych.
Ogólna sytuacja doprowadziła do narastającego niezadowolenia i osłabienia morale wśród personelu 1st TAF stacjonujących na wyspie Morotai, w szczególności pilotów Spitfire’ów, którzy mieli niewielkie możliwości prowadzenia walk powietrznych z maszynami wroga, w jakich się specjalizowali, i których samoloty nie nadawały się do atakowania celów naziemnych. Group Captain Wilf Arthur, były dowódca No 81 Wing, a obecnie dowodzący wyposażonym w Kittyhawki No 78 Wing, obawiał się, że nakłady ponoszone przez jego jednostki w zakresie ludzi, maszyn i uzbrojenia nie są współmierne ani do strat zadawanych wrogim celom, ani do znaczenia tych celów. W grudniu 1944 roku poprosił swoich pracowników wywiadu o sporządzenie „bilansu” w celu obliczenia proporcji kosztów ponoszonych dla utrzymania 1st TAF do jej wyników. Arthur przedstawił bilans Cobby’emu, który przejrzał go i rozpowszechnił wśród pracowników swojej centrali, ale nie podjął dalszych działań.

## Preludium

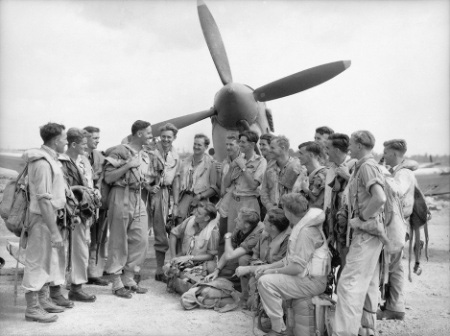
Caldwel (czwarty od lewej) rozmawia z pilotami Spitfire’ów 452 Eskadry na Morotai, styczeń 1945

W marcu 1945 roku, sfrustrowany brakiem odpowiedzi ze strony Cobby’ego i jego personelu oraz przekonany, że operacje stają się jeszcze bardziej marnotrawne, Arthur zaczął rozmawiać o swoich obawach z innymi oficerami 1st TAF. Najpierw omówił sprawę z Wing Commander Kennethem Rangerem, starszym oficerem sztabowym, który służył w No 9 Operational Group i przedstawił zarzuty dotyczące działań jej dowódcy, Air Commodore Joe Hewitta (który został ostatecznie zwolniony ze stanowiska). Arthur postrzegał Rangera jako kogoś z „odwagą moralną”, kto „wystąpiłby przeciwko tego rodzaju operacjom, w które byliśmy zaangażowani”. Następnie zwrócił się z prośbą o wsparcie do Caldwella, chociaż ten był w tym czasie oskarżany przez Cobby’ego o nielegalny handel alkoholem, co stwarzało ryzyko, że jego udział w proteście zostanie źle zinterpretowany jako próba odwrócenia uwagi od ciążących na nim zarzutów. Arthur wierzył jednak, że Caldwell „był gotowy posunąć się tak daleko, jak tylko mógł, aby wyrazić swoje opinie, [które] były warte o wiele więcej niż opinie większości ludzi w naszym otoczeniu”.
Dzięki Caldwellowi do protestu przyłączyło się więcej oficerów, w tym dwóch innych sławnych asów, Wing Commander Bobby Gibbes i Squadron Leader John Waddy, a także Squadron Leaders: Bert Grace, Douglas Vanderfield, później również Stuart Harpham. Podczas serii spotkań na początku kwietnia 1945 roku Caldwell zaproponował jednoczesną rezygnację ze służby ośmiu oficerów; wszyscy się zgodzili. Arthur stwierdził później: „chciałem zrobić tyle zamieszania, ile tylko mogłem, mając na celu poprawienie naszej sytuacji […] Mimo wszystko zdaliśmy sobie sprawę, że narażając się na zarzuty buntu, możemy zmniejszyć siłę tego, co robiliśmy; powodów, dla których naprawdę rozpoczęliśmy naszą akcję, wśród których nie było indywidualnej chęci zdobycia wyższej pozycji”.

Nasza wspólna motywacja opierała się na tym, że znaliśmy się bardzo dobrze, mieliśmy wzajemne zaufanie i wspólne doświadczenie, które naszym zdaniem dostatecznie pokazało nam, że RAAF nie wykonują swojej pracy tak, jak powinny

Arthur próbował także uzyskać poparcie Cobby’ego dla protestu. Dowódca 1st TAF był czołowym asem Australian Flying Corps w czasie I wojny światowej, podobnie jak Caldwell w RAAF podczas II wojny światowej. Arthur uznał, że chociaż Cobby był częściowo odpowiedzialny za upadek morale, „czuliśmy, że jego wartość dla naszego posunięcia, ze względu na popularność jego nazwiska w opinii publicznej, wraz z Group Captain Caldwellem, da nam bardzo znaczące poparcie społeczne. […] [Cobby] był primadonną jednej wojny i […] ramię w ramię z primadonną następnej wojny mogliśmy utworzyć z nimi solidny front i przyciągnąć wiele uwagi w nagłówkach gazet”. Cobby odmówił przyłączenia się do protestu, ale później twierdził, że nie zdawał sobie sprawy z głębi emocji panujących wśród pilotów.

## „Bunt”

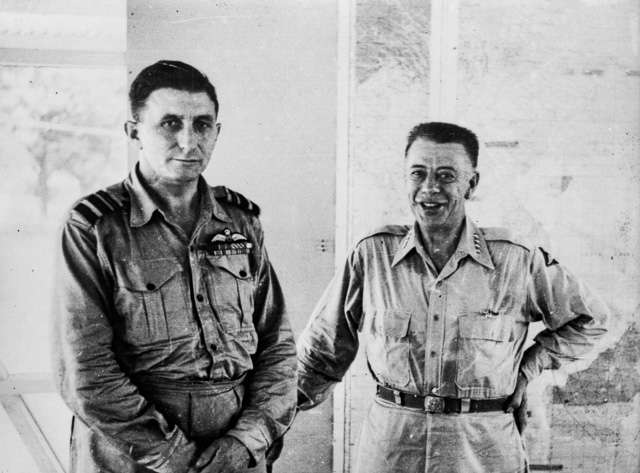
Air Vice Marshal Jones (po lewej) i gen. por. Kenney (po prawej), lipiec 1945

Zostawię te podania na stole, a jeśli je stąd zabierzesz, wszystkie zapiski i notatki dotyczące którejkolwiek z tych spraw zostaną wymazane z akt Sił Powietrznych i nikt się o tym nie dowie

20 kwietnia 1945 roku ośmiu pilotów przedstawiło Cobby’emu identycznie zredagowane listy z nagłówkiem „WNIOSEK O REZYGNACJĘ ZE SŁUŻBY”. Zawierały one słowa: „Niniejszym z szacunkiem składam wniosek o pozwolenie na niezwłoczną rezygnację z mojej służby jako oficera Royal Australian Air Force”. Cobby wyglądał na zaskoczonego i nie przyjął rezygnacji. Rozmawiał indywidualnie z siedmioma pilotami, ale nie z Caldwellem, na którym już wcześniej ciążyły zarzuty. Kiedy lotnicy odmówili wycofania listów rezygnacyjnych lub wyjaśnienia przyczyn swoich działań, Cobby skontaktował się ze swoim bezpośrednim przełożonym, Air Vice Marshal Billem Bostockiem, szefem Dowództwa RAAF. Bostock przybył na Morotai następnego dnia i przeprowadził rozmowy z pilotami, prosząc ich o podarcie listów, bez powodzenia. Jego metody były później interpretowane jako próba „zduszenia buntu w zarodku lub przynajmniej jego ukrycia”. Jedynym ustępstwem pilotów na prośbę Bostocka było ponowne złożenie rezygnacji ze słowem „niezwłocznie” zastąpionym wyrażeniem „po zakończeniu bieżących operacji”.
Po tych rozmowach Bostock poinformował Jonesa, że morale w 1st TAF są na „niebezpiecznie niskim poziomie” i zalecił, aby Jones zwolnił Cobby’ego i zastąpił go Air Commodore Frederickiem Schergerem. Jones uznał akcję pilotów za „absurdalną”, ponieważ oficerowi nie przysługiwało uprawnienie do zrezygnowania ze służby w czasie wojny, ale udał się na Morotai ze swojej siedziby w Melbourne, aby osobiście zbadać sprawę. Przeprowadził tam wywiady z pilotami, oświadczając później: „Wierzyłem, że wszyscy byli szczerzy w tym, co mówili i co próbowali zrobić […] Ich szczerze wyznawane przekonania, nieważne jak nieuzasadnione, były raczej wyrazem przesadnego poczucia obowiązku narodowego”.
Kenney również zaangażował się w sprawę po poinformowaniu go o sytuacji przez Bostocka. Nalegał, aby porozmawiać bezpośrednio z samymi pilotami w sprawie protestu Jonesa, dlatego że jest to wewnętrzna sprawa dyscyplinarna RAAF. Podczas wizyty na Morotai, dokąd przybył z jego kwatery głównej w Manili, Kenney próbował przekonać oficerów do ponownego rozważenia zajętego stanowiska, ale ci ponownie odmówili. Kenney zgodził się z Bostockiem, że Cobby powinien zostać zastąpiony przez Schergera, jednocześnie deklarując, że gdyby piloci stanęli przed sądem wojennym, on stanie w ich obronie. Dowódca I Korpusu Australian Army, gen. por. Leslie Morshead, który był wtedy na Morotai, przygotowując się do kampanii na Borneo, również poparł usunięcie Cobby’ego. Morshead i inni wyżsi oficerowie obawiali się, że spór może zakłócić przygotowania do australijskiego lądowania na Borneo i skonsultowali się w tej sprawie z Kenneyem. Jones postanowił zwolnić nie tylko Cobby’ego, ale także jego oficerów sztabowych, Group Captains Gibsona i Simmsa. Scherger objął stanowisko dowódcy 1st TAF 10 maja.

## Następstwa

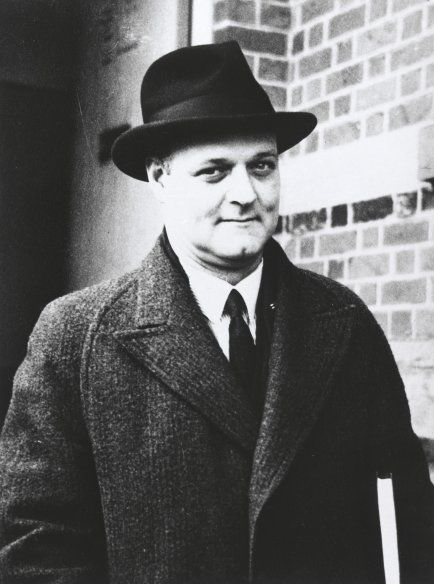
John Vincent Barry prowadził rządowe dochodzenie w sprawie „buntu” na Morotai

Ostatecznie nie zebrał się sąd wojenny za jakiekolwiek działania związane bezpośrednio „z buntem” na Morotai, a większość zaangażowanych w niego pilotów kontynuowała loty bojowe do końca wojny. Dochodzenie wewnętrzne w RAAF wykazało, że usunięcie przez Jonesa Cobby’ego, Gibsona i Simmsa było uzasadnione. Na prośbę Jonesa rząd Australii wszczął również własne dochodzenie w sprawie wydarzeń na Morotai, na czele którego stanął adwokat John Vincent Barry. Począwszy od 16 maja 1945 roku śledztwu podlegały nie tylko zbiorowe rezygnacje, ale też doniesienia o nielegalnym handlu alkoholem pomiędzy RAAF a personelem amerykańskim stacjonującym na wyspie. Chociaż zakres uprawnień Barry’ego obejmował tylko 1st TAF, dochodzenie dostarczyło również dowodów na nieprawidłowości w wyższym dowództwie Sił Powietrznych, które mogły przyczynić się do problemów strukturalnych i moralnych na Morotai, zwłaszcza zaciekłego i długotrwałego sporu pomiędzy Jonesem a Bostockiem w sprawie podziału kontroli operacyjnej i administracyjnej RAAF na Pacyfiku.
Pełny raport z dochodzenia został wydany w październiku, poprzedzony streszczeniem ustaleń z 14 września 1945 roku. Barry potwierdził „bilans” Arthura i stanowisko pilotów, stwierdzając, że ich motywy złożenia rezygnacji były szczere. Nie podjęto żadnych dalszych działań przeciwko nim z powodu samego „buntu”, ale Caldwell i Gibbes zostali postawieni przed sądem wojennym za udział w handlu alkoholem i zdegradowani do stopnia poruczników. Barry odkrył, że Cobby „nie utrzymywał właściwej kontroli nad swoim dowództwem”. Cobby jednak bronił swoich działań jako dowódcy 1st TAF, twierdząc, że chociaż istniało „pewne niezadowolenie” w szeregach, było ono „zdrową oznaką niezadowolenia wśród niektórych oficerów, którzy chcieli zrobić więcej na wojnie niż 1st TAF im umożliwiał”.
Incydent nie zmienił roli RAAF w ostatnich miesiącach wojny na Pacyfiku, mógł zaś utrudnić przygotowania 1st TAF do ich udziału w nadchodzącej bitwie o Tarakan. Poprawił jednak sytuację na Morotai, ponieważ Scherger z powodzeniem podniósł morale lotników. „Buntownicy” uważali, że większość swoich celów osiągnęli, doprowadzając do zmiany dowództwa w 1st TAF i wszczęcia rządowego śledztwa.

Udało nam się zmienić wszystkich naszych dowódców. Z powodu jednego lub dwóch z nich było mi smutno. Harry Cobby, który był wspaniałym człowiekiem, został zwolniony. Ale odejściem niektórych innych nie byłem zmartwiony. Postanowiliśmy zmienić dowództwo i udało się nam to zrobić

Wieści o zbiorowych rezygnacjach, handlu alkoholem i postawieniu Caldwella przed sądem wojennym były szeroko komentowane w Australii. Po opublikowaniu ustaleń Barry’ego, korespondent „The Daily Telegraph” w Sydney skomentował, że „RAAF powinny zostać dogłębnie zreformowane. To źle dowodzona formacja, a wina dowódców jest poważna”. Ta sama gazeta nazwała później sąd wojenny Caldwella „polowaniem na czarownice”. Mimo tego rozgłosu, akcja stała się popularna dopiero po latach jako „bunt na Morotai”. Fraza pochodzi z najwcześniejszych dni incydentu, a Arthur napisał ją na początku aide-mémoire. Krótko po napisaniu tego, skreślił jednak „Morotai” i dodał znak zapytania po słowie „bunt”. Termin ten nie przyjął się wówczas w opinii publicznej, ale oryginalne słowa Arthura zostały uznane za źródło nazwy, pod którą incydent stał się znany po wielu latach.